# Oud Bussem
Oud Bussem is een landgoed ten oosten van de autosnelweg A1 en Bussum, op het grondgebied van de gemeenten Huizen (Bikbergen) en Gooise Meren,, aan de Flevolaan 69 en is een rijksmonument.

## Geschiedenis
In 1570 schonken de besturen van Naarden en de Gooise dorpen het landgoed Oud Bussem aan Paulus van Loo, de baljuw van Gooiland.
Op het landgoed lag een boerderij, die in 1673 bij het beleg van Naarden door de Fransen verbrand werd en in de 18e eeuw herbouwd werd door Michiel Hinloopen. In 1974 brandde de boerderij opnieuw af.
In de 18e eeuw werd op het landgoed tevens een landhuis gebouwd door Abraham Scherenberg.
In 1902 werd op het landgoed een hofstede gebouwd door Joannes van Woensel Kooy, waarin "de Maatschappij tot het exploiteren van een hygiënische melkerij" werd gevestigd. Architect was K.P.C. de Bazel. Het werd een complex, bestaande uit het hoofdgebouw (Hofstede Oud Bussem) met koestallen en hooizolders, een zuivelhuis en een kantoor annex dienstwoning. Verder twee dienstwoningen aan de Flevolaan en twee dienstwoningen aan de Oud Blaricummerweg.
In 2010 werd aan de achterzijde van het landhuis een oranjerie aangebouwd.
In 1925 werd het complex uitgebreid met een zaaddrogerij, waarin vanaf 1947 het Theater De Plankeniers werd gevestigd.
Het landhuis werd in 1929 afgebroken en herbouwd door Pieter van Leeuwen Boomkamp, die een rijke NSB'er was. Architect was D.F. Slothouwer. In september 1940 logeerde rijksmaarschalk Göring enkele nachten in deze witte villa.
De melkerij werd in 1956 gesloten. De hofstede werd een aantal jaren als opslagruimte gebruikt door allerlei bedrijven. Daarna vestigde zich in 1970 in de hofstede de uitgeversmaatschappij Strengholt.
Het landgoed Oud Bussem had door de eeuwen heen verschillende bewoners:
- - 1569: Lambert Gijsbert Jansz;
- 1569 - : Pauwels van Loo, baljuw van Naarden en Gooiland;
- 1609 - : Goosen Lambertsz en Willem Pietersz;
- 1629 - : Tymen Jacobsz. Hinlopen, ondernemer in de walvisvaart;
- 1736 - : Abraham Scherenberg, koopman en bankier;
- 1825 - : Abraham Bredius, buskruitfabrikant;
- 1895 - : Hendrik Pieter Tindal, ondernemer en publicist;
- 1902 - : Joannes van Woensel Kooy, landeconoom";
- 1956 - 1972/ 1974: Gebroeders Herman en Gerard van Eijden en hun gezinnen.[1]

De melkerij o.l.v. Joannes van Woensel Kooy en Floris Vos ondervond al gauw financiële problemen en het landgoed viel uiteen. Sindsdien had het landhuis Oud Bussem verschillende bestemmingen:
- 1908 - 1930: Onroerend Goed Exploitatie Mij. (Het Bosch van Bredius);
- 1930 - 1945: Pieter van Leeuwen Boomkamp, ondernemer;
- 1945 - 1950: Opvang vluchtelingen;
- 1950 - 1976: Buitenkliniek voor kinderen. In 1964 wordt hiernaast ook een speciale kliniek voor kinderen met hemofilie gebouwd, de Van Creveldkliniek;
- 1956 - 1972/ 1974: Veehouderij- en akkerbouwbedrijf van Toon van Eijden namens zijn zonen Herman en Gerard, die een gedeelte van de hofstede, landerijen en de boerderij naast Strengholt pachtte;[1]
- 1977 - 1992: Appartementencomplex;
- 1992 - : Softwarebedrijf SAS.

### Melkerij Oud Bussem
Onderdeel van het landgoed was de Melkerij “Hofstede Oud-Bussem”. Deze modelboerderij werd in 1903 opgericht door Joannes van Woensel Kooy en Floris Vos. Van Woensel Kooy was een jonge landeconoom, die behalve een groot kapitaal ook idealistische motieven had. De onderneming had als doel, “zuivere natuur-melk” te produceren: rauwe, niet gepasteuriseerde melk die veilig te consumeren was. Dit in tegenstelling tot de vaak onhygiënisch geproduceerde melk uit die tijd die regelmatig leidde tot uitbraken van besmettelijke ziekten. Hoge hygiëne-eisen werden gesteld aan de koeien, het melkpersoneel en de verwerking van de melk, die in schone flesjes werd verkocht. Ook werden melkproducten zoals karnemelk, boter en yoghurt gemaakt. De voor het bedrijf benodigde stallen en bijgebouwen werden nieuw gebouwd door de architect De Bazel. De modelboerderij was vooral in de jaren 1910 en 20 succesvol, al moesten regelmatig financiële crisissen worden bezworen. Na de crisis van de jaren 1930 fungeerde de boerderij steeds meer als een gewoon melkveebedrijf, zij het met een eigen zuivelfabriek. In 1956 werd het bedrijf opgeheven. De stalgebouwen werden in 1970 aangekocht en gerestaureerd door de huidige eigenaar-bewoner, uitgeverij Strengholt.
Gebouwen

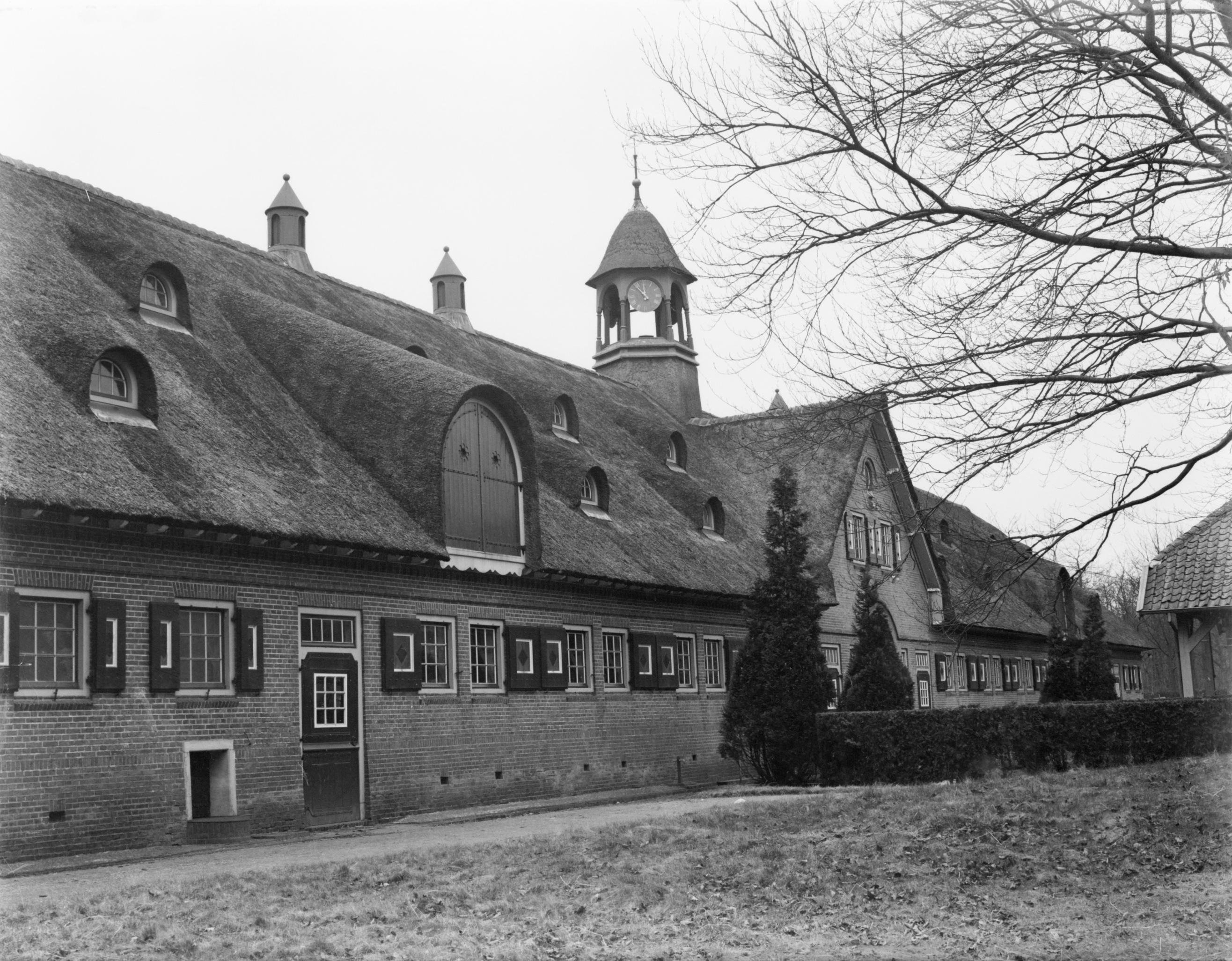

Nadat het landgoed door Van Woensel Kooy in 1902 uit een veiling was verkregen voor f. 468.341,-, werden plannen gemaakt voor de modelboerderij en de organisatie daarvan. Als architect voor de nieuw te bouwen bedrijfsgebouwen werd de jonge architect K.P.C. de Bazel aangezocht. Het werd zijn eerste grote opdracht. De eerste steen werd gelegd in augustus 1903. Enkele dagen later overleed de initiatiefnemer Van Woensel Kooy zeer onverwacht. De bouw en de oprichting van het bedrijf werden voortgezet onder leiding van Floris Vos.
Het bedrijfscomplex werd ontworpen als een los ensemble van nieuwe en bestaande gebouwen. Centraal stond het nieuwe U-vormige stalgebouw, waarin vier aparte stallen voor 2x40 en 2x32 koeien werden ondergebracht. De vloeren en de muren werden tot een hoogte van 1,80 m betegeld. De plafonds en de voerbakken waren van beton; het gebruik van hout is tot een minimum beperkt. Zo konden de stallen optimaal schoon blijven. Op alle hoeken waren kranen en was er gelegenheid voor de melkknechten om hun handen te wassen. Op de hoeken waren ruimten om voer te bereiden. Op de zolders was ruimte voor hooi. De stallen waren voorzien van een luchtverversingssysteem en van een ingenieus ondergronds mestafvoersysteem, waarbij gier en vaste mest gescheiden werden afgevoerd via buizen resp. in door paarden getrokken karretjes op rails. Voor de mest was een aparte overdekte mestkelder gebouwd. Een aparte vijfde stal, met ruimte voor nog eens 40 koeien, had dezelfde voorzieningen.
Naast het stalgebouw werd een zuivelgebouw gebouwd. Dit gebouw bevatte een koelinstallatie, machines voor het reinigen van flessen, het karnen en kneden van boter, en bakken voor het bereiden van yoghurt. Ook was er een laboratorium voor kwaliteitscontrole. Een apart gebouw bood onderdak aan de bedrijfsleider en zijn gezin en een annex was ingericht als verblijfsgebouw voor ongehuwde melkknechten. Daarnaast waren er nog diverse dienstwoningen voor gehuwde personeelsleden en hun gezinnen. Op het terrein stond ook nog de “oude boerderij”. Hierin werden o.a. stallen voor jongvee en paarden ingericht, alsmede een smederij en een timmerwerkplaats. Ook werd het als woonhuis gebruikt.
Het bedrijf
In 1903 werd door Van Woensel Kooy de N.V. Oud-Bussem Exploitatiemaatschappij opgericht. Directeur werd Floris Vos (1871-1943), telg uit een Huizer erfgooiersgeslacht, maar zijn grootvader en vader waren arts. Zelf werd hij buitenslands actief in de bosbouw en houthandel, en deed ontginningswerk op de Veluwe. Op de boerderij was plaats voor in totaal 184 koeien; het benodigde personeel voor het melken en verzorgen van deze dieren; voorzieningen voor het interne personeel: een bakkerij en keuken waar een kok maaltijden bereidde, een kantine voor het gebruik van warme en koude maaltijden, een wasserij en herstelwerkplaats voor de bedrijfskleding (broeken; witte melkkielen en blauwe werkkielen); geschoold personeel voor de controle van melk en dieren (veeartsen, laboranten) en voor de verwerking van de melk. Een aparte plek werd ingenomen door het distributiesysteem om de melk en de melkproducten veilig bij de consument te brengen. Daartoe werd gebruik gemaakt van een nieuw aangelegde weg naar het station Naarden-Bussum. In 1909 waren er verkooppunten in Bussum, Naarden, Laren, Hilversum, Amsterdam, Zandvoort, Noordwijk, Den Haag, Rotterdam, Utrecht en Huis ter Heide. Later kwamen Baarn en Amersfoort erbij en viel Rotterdam af.
In 1917 vermeldde Floris Vos twee financiële crises. De eerste crisis voltrok zich in 1907. De eerste jaren hadden zoveel investeringen geëist dat de bodem van de schatkist in zicht was gekomen. Er was bovenop de aankoopsom van het landgoed nog een miljoen gulden uitgegeven, dat deels was verkregen uit de verkoop van gronden. Vos kreeg een ernstig conflict met zijn medebestuurders, waaronder de weduwe van Van Woensel Kooy, die het bedrijf wilden beëindigen. Hij werd vanwege zijn verzet hiertegen zelfs 6 weken in hechtenis genomen. Het faillissement werd uitgesproken. Het bedrijf kon een doorstart maken, mede dankzij het uitvoerend personeel dat de zaak tijdens de crisis en daarna draaiende had weten te houden. Vos slaagde er vervolgens in voldoende middelen en medestanders te vinden om een nieuwe beheersmaatschappij op te richten, de N.V. Maatschappij TRES tot Exploitatie van Onroerende Goederen, en de afgeslankte modelboerderij aan te kopen en voort te zetten. Daarbij bleek dat het bezit uit nog maar een derde van de oorspronkelijke omvang bestond (114 van 308 ha). Er werden nieuwe commissarissen aangezocht waaronder de toen bekende hoogleraar gynaecologie Hector Treub. Vos trad in april 1908 weer in dienst.
In 1912 ontstond wederom een crisissituatie, die werd bezworen door het oprichten van een N.V. Melkerij. Hierin werd de exploitatie van het melkbedrijf ondergebracht. Er werd bepaald dat winstuitkeringen aan aandeelhouders beperkt zouden zijn tot 4%. Op deze wijze werd aandeelhouders die winst wilden incasseren, de pas afgesneden.
In deze jaren (1908-1917) werd door Floris Vos flink aan de weg getimmerd. Er verschenen vele artikelen over Oud-Bussem in de binnen- en buitenlandse (vak)pers. Bezoekers uit alle windstreken werden op de boerderij ontvangen en rondgeleid.
In de jaren na 1917 bleek steeds weer dat de exploitatie van de modelboerderij financieel uiterst moeizaam was. De kostbare melkproductie moest meermalen worden gecompenseerd met grondverkopen. In 1920 werd zelfs een contract gesloten met de gemeente Bussum voor de levering van 100.000 kubieke meter zand, dat werd getransporteerd over een speciaal voor dat doel aangelegd smalspoor en vervoerd met uit de Eerste Wereldoorlog afkomstige, overbodig geraakte locomotieven. Dit werd in de volgende jaren, tot 1923, herhaald. Met dit soort ingrepen gingen de zaken redelijk tot aan de financiële crisis van 1929. Als gevolg daarvan daalden de grondprijzen, en daalde ook de koopkracht van de afnemers van de melk.
Vanaf 1931 werd Floris Vos minder actief in het bedrijf, want hij kreeg nieuwe bezigheden als politicus. De dagelijkse leiding werd overgenomen door zijn tweede vrouw, Netty de Jongh. Bij haar aantreden was het aantal koeien afgenomen tot 45, maar waren er nog 25 melkers in dienst. Zij besloot tot een verdubbeling van het aantal koeien en een halvering van het personeel. Er werden nieuwe melkproducten ontwikkeld, zoals smeerkaas en babyvoeding. Er werden ook nieuwe financiers gezocht, die echter zoveel zeggenschap wensten over het bedrijf dat Floris Vos zich genoodzaakt zag af te treden (in 1936). Gaandeweg werd Netty de Jongh meer bijgestaan door haar zoon, Martijn Tjebbes, die het bedrijf praktisch leidde. Er was steeds minder sprake van een exclusief product. Voor de oorlog en vooral ook daarna was de standaard melkproductie sterk verbeterd. De behoefte aan “zuivere natuurmelk” was verdwenen. Uiteindelijk werd het bedrijf in 1956 opgeheven en werden levende have en inventaris geveild.
Na de opheffing van het bedrijf werd het doel, de overgebleven onroerende goederen zo voordelig mogelijk te beheren en wanneer nodig, van de hand te doen. Na jaren van verwaarlozing – het ontbrak aan de nodige middelen voor onderhoud – was de toestand van het stalgebouw slecht. Redder in nood werd de N.V. Strengholt Uitgeverij, die het gebouw liet restaureren en het in 1972 in gebruik nam. De beheersmaatschappij die de overige gebouwen en terreinen beheerde, werd in 1979 geliquideerd.
Op het grondgebied van de gemeente Gooise Meren bevindt zich de bebouwing van Melkerij, waarvan verschillende objecten zijn erkend als rijksmonument. Waaronder de stenen boogbrug naar het landgoed, die ook ontworpen is door K.P.C.de Bazel, deze brug is in 2021 grondig gerestaureerd.

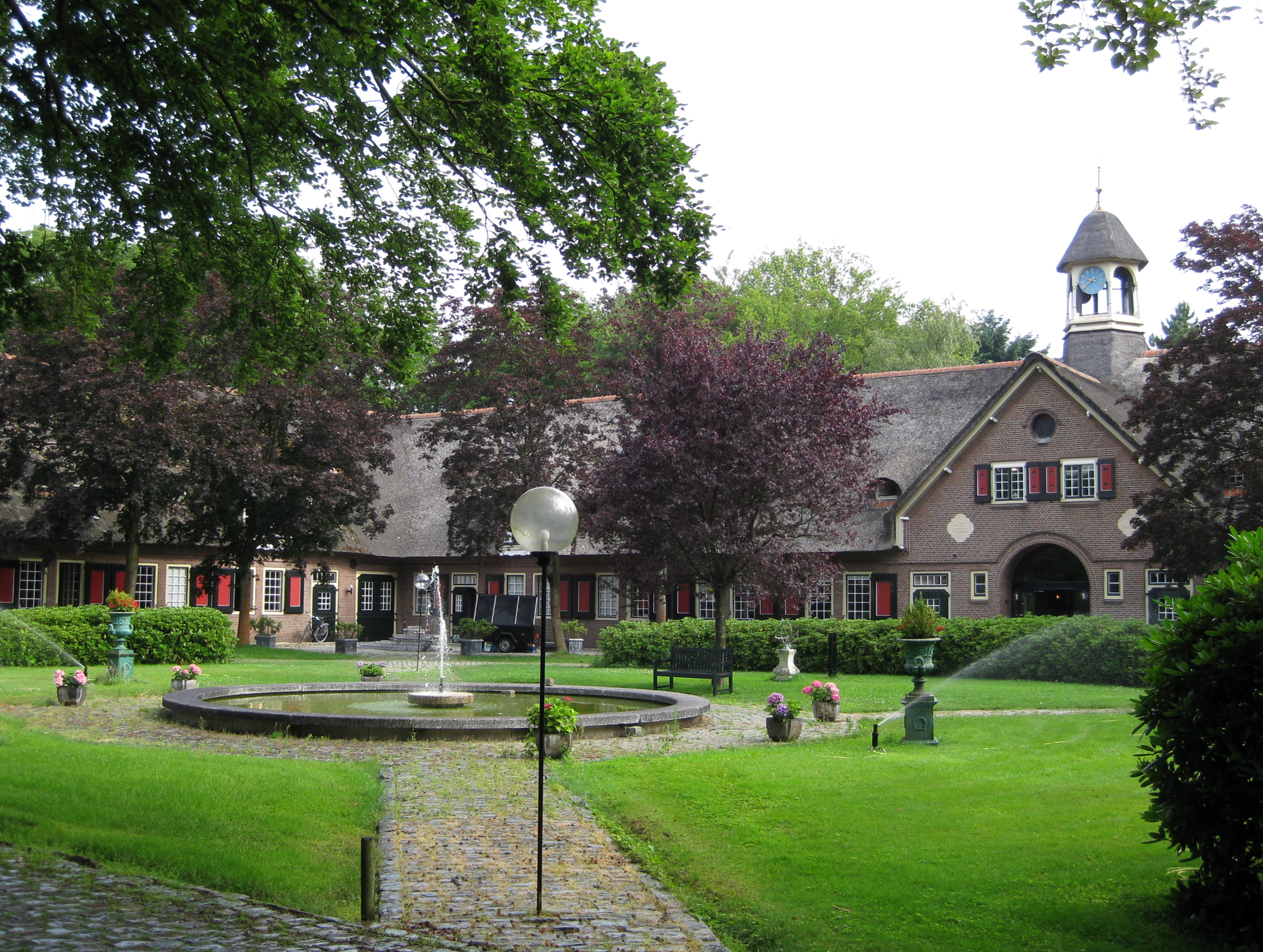
Hofstede Oud Bussem
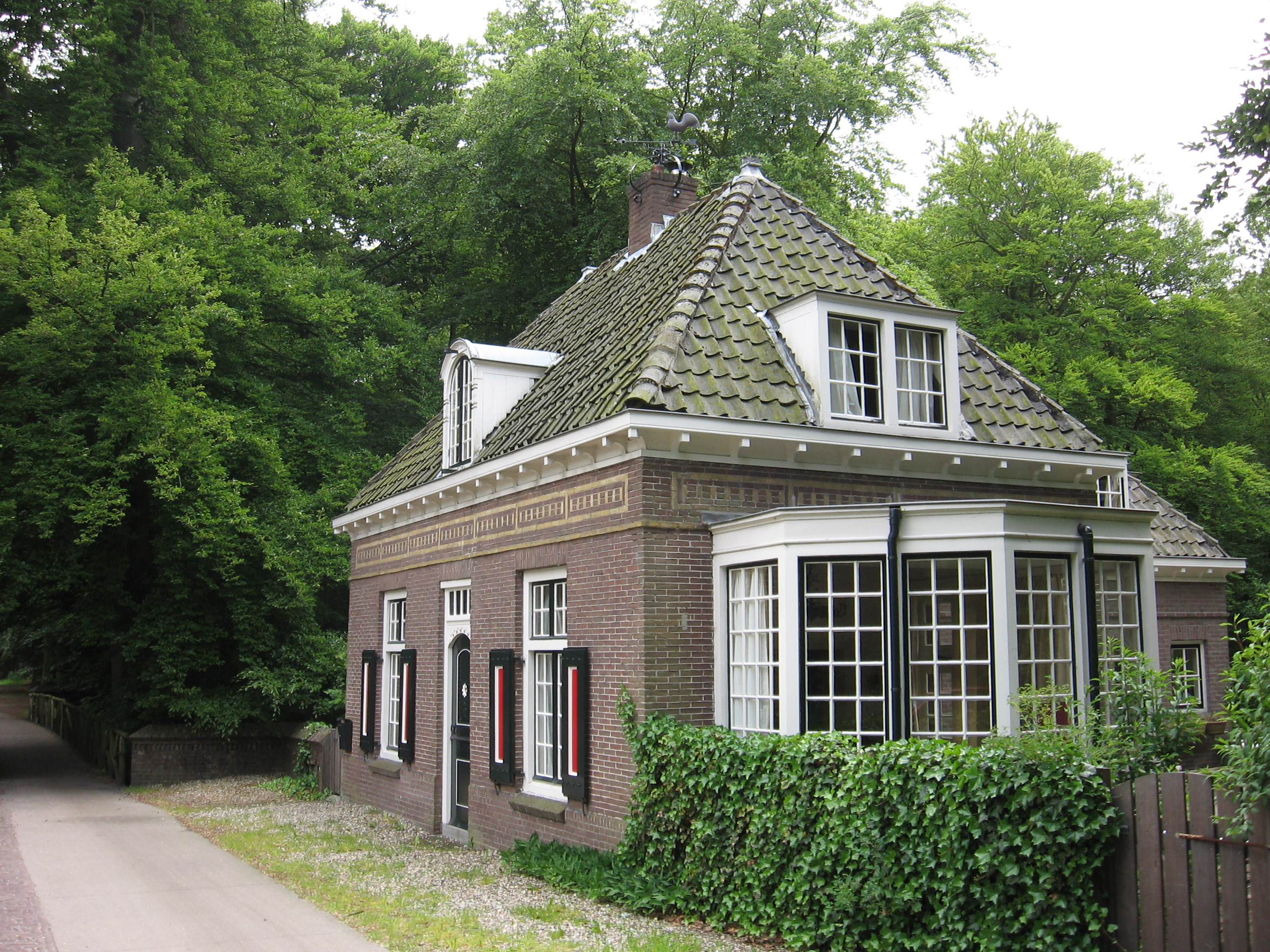
Dienstwoning aan de Oud Blaricummerweg
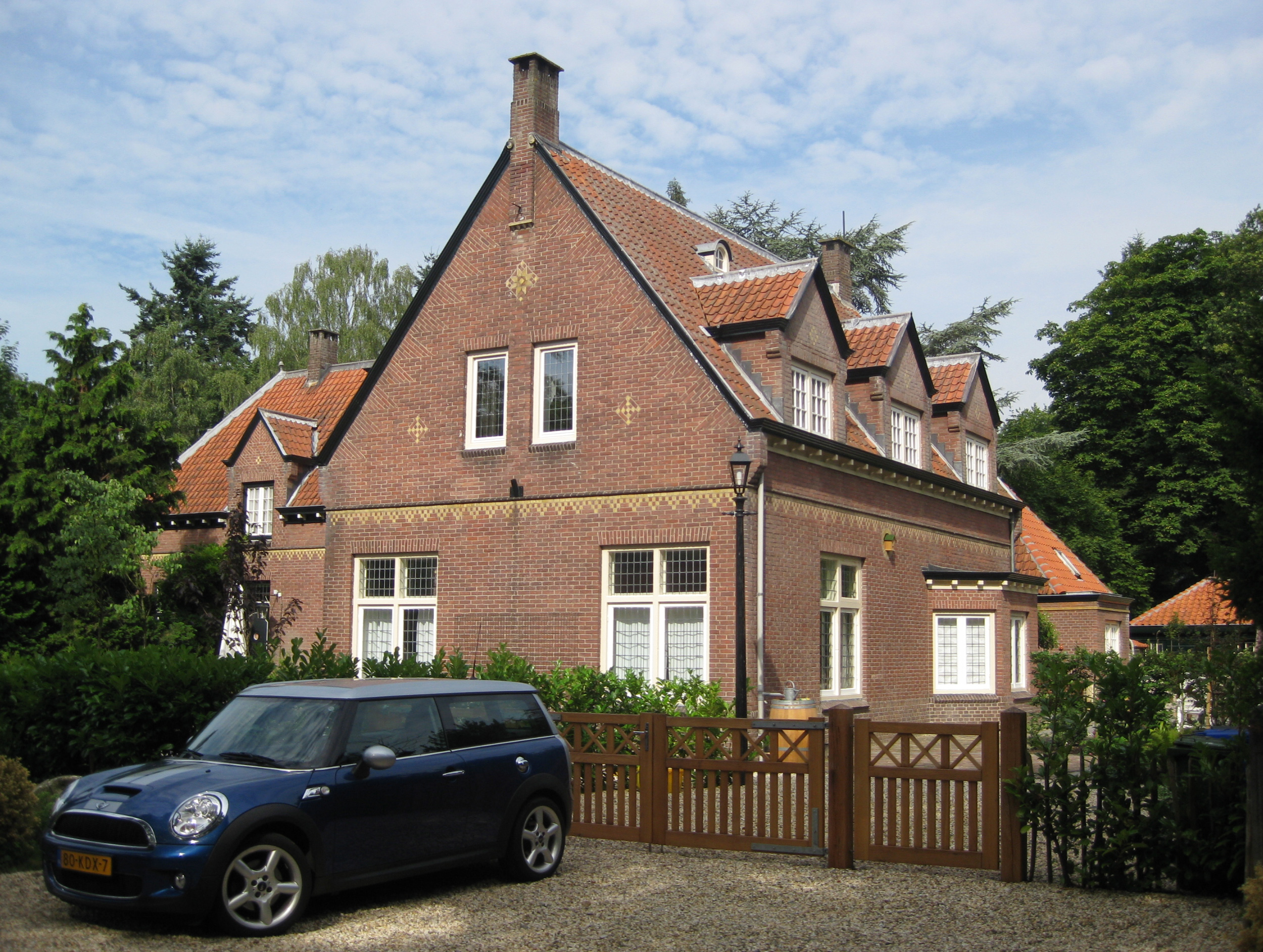
Dienstwoning Flevolaan
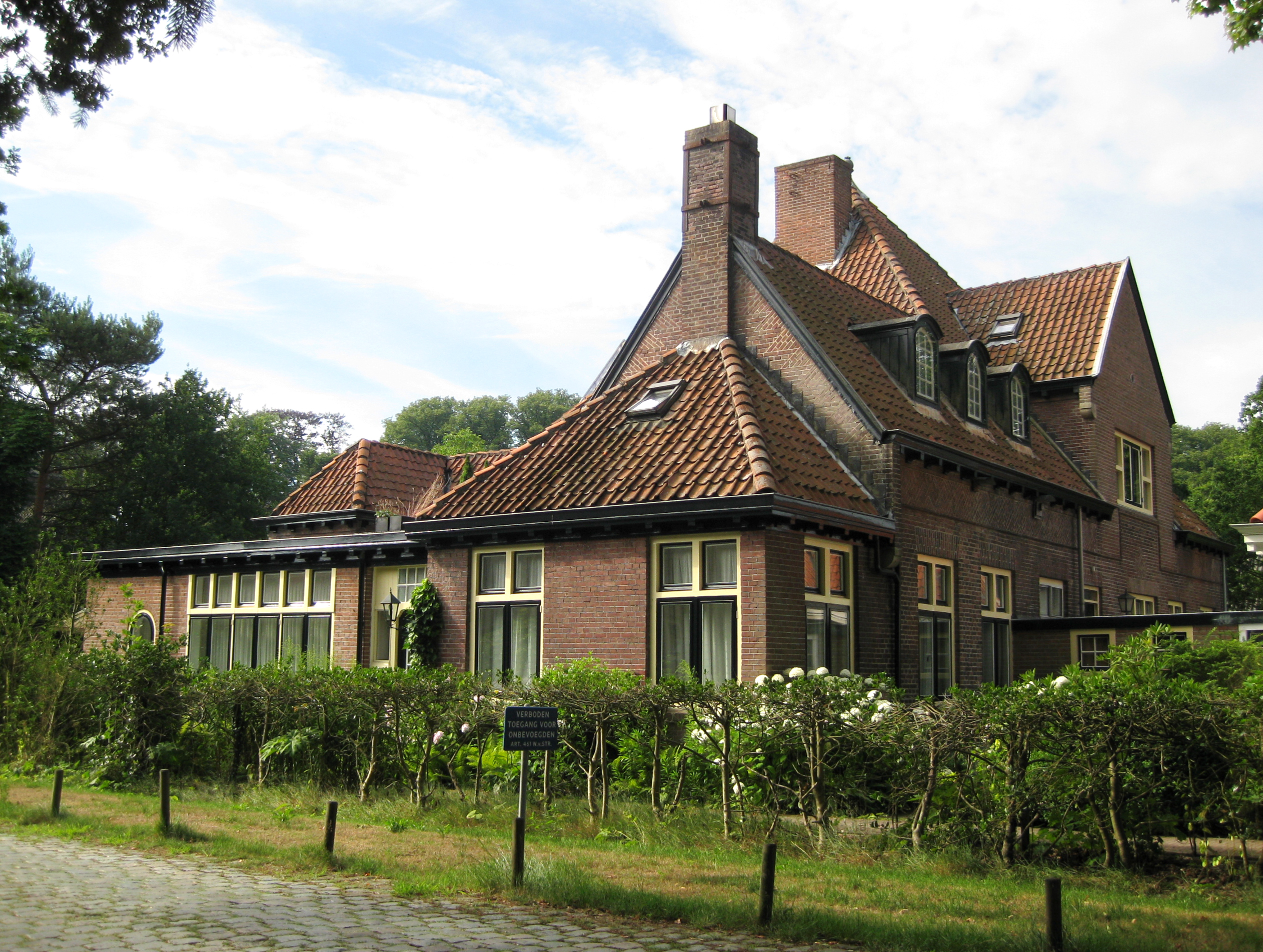
Voormalige zuivelfabriek

## Natuurgebied
Op het landgoed staan monumentale beuken en er ligt een ruitersportweide. Het gebied van negen hectare heeft kenmerken van de Franse tuinaanleg. Het wordt beheerd door het Goois Natuurreservaat. Het landgoed is vrij toegankelijk. Zuidelijk grenst het aan het voormalige landgoed Crailo.